# Авоти
А́воти (латис. Avoti, дослівно — Джерела) або Вулиця Авоту (Avotu iela) — мікрорайон у Латтгальському передмісті Риги, неподалік від центру. Населення — 22 095 осіб (2010).
У районі працює українська школа.

## Опис
Район Авоти порівняно невеликий і займає площу 1,815 км², що становить близько 2/3 середньої території ризького району. Загальна довжина вулиць району по периметру — 5 974 м.
На заході та північному заході межує з центром, на північному сході — з районом Грізінькалнс, на південному сході — з Дарзціємсом, а на півдні — з Московським фортштадтом. Через Авоти проходить залізниця.

## Історія
Назва району, як і однойменної вулиці, походить від джерел ключової води, що знаходились в заболоченій низовині. Ці джерела утворились тут у XIX столітті, коли була засипана притока Даугави — Спекюпе.
Основна забудова району Авоти належить до XIX століття.